# Perisama zyxata
Perisama zyxata är en fjärilsart som beskrevs av Hans Fruhstorfer 1916. Perisama zyxata ingår i släktet Perisama och familjen praktfjärilar. Inga underarter finns listade i Catalogue of Life.